# Mike Hart (Pokerspieler)
Michael „Mike“ Hart (* 1951 oder 1952) ist ein US-amerikanischer Pokerspieler, der sowohl unter seinem echten Namen als auch unter dem Pseudonym Mike Harthcock insgesamt vier Bracelets bei der World Series of Poker gewann.

## Pokerkarriere

### Werdegang
Hart stammt aus Escondido. Er kam im Dezember 1983 erstmals bei einem renommierten Live-Turnier auf die bezahlten Plätze. Im Jahr 1984 spielte er unter dem Pseudonym Mike Harthcock erstmals bei der World Series of Poker (WSOP) im Binion’s Horseshoe in Las Vegas und belegte zunächst bei einem Turnier in der Variante Pot Limit Omaha den achten Platz, bevor er bei einem Event in Seven Card Razz siegte. Dieser Erfolg brachte ihm 40.000 US-Dollar Preisgeld sowie sein erstes Bracelet ein. Auch in den folgenden Jahren erreichte er bei mehreren Turnieren der WSOP den Finaltisch und landete von 1986 bis 1988 insgesamt siebenmal in den Geldrängen. 1986 belegte er im Main Event den zweiten Platz. Abseits der WSOP erreichte er im Januar 1986 beim Grand Prix of Poker im Golden Nugget Las Vegas den zweiten Platz und erhielt ein Preisgeld in Höhe von knapp 250.000 US-Dollar. Ende April 1990 gewann Hart bei der WSOP ein Turnier in Limit Hold’em mit einem Buy-in von 1500 US-Dollar. Dies sicherte ihm sein zweites Bracelet sowie mehr als 250.000 US-Dollar Preisgeld. Ein Jahr später gewann er ein Turnier in Seven Card Stud Split und landete im Main Event auf dem 22. Platz. Bei der WSOP 1992 trat er letztmals unter dem Nachnamen Harthcock auf belegte bei einem Event in Omaha 8 or Better noch einmal den 16. Platz.
Ab 1994 war er unter seinem richtigen Namen Mike Hart bei der WSOP zu sehen. Am 23. April 1994 gewann er erneut in Seven Card Razz ein Turnier und damit sein viertes Bracelet. Im Jahr 2000 war er letztmals bei der WSOP erfolgreich. Anschließend spielte er noch ein paar kleinere Events, seine bis dato letzte Geldplatzierung erzielte er im Februar 2015. Über sein weiteres Leben ist nichts bekannt.
Insgesamt hat sich Hart mit Poker bei Live-Turnieren mehr als 1,5 Millionen US-Dollar erspielt.

### Braceletübersicht
Hart kam bei der WSOP 19-mal ins Geld und gewann vier Bracelets:
| Jahr | Buy-in (in $) | Turnier                 | Teilnehmer | Preisgeld (in $) |
| ---- | ------------- | ----------------------- | ---------- | ---------------- |
| 1984 | 1000          | Limit Razz              | 080        | 040.000          |
| 1990 | 1500          | Limit Hold’em           | 420        | 252.000          |
| 1991 | 1500          | Limit 7 Card Stud Hi/Lo | 177        | 106.200          |
| 1994 | 1500          | Limit Razz              | 148        | 088.800          |